# 형광펜

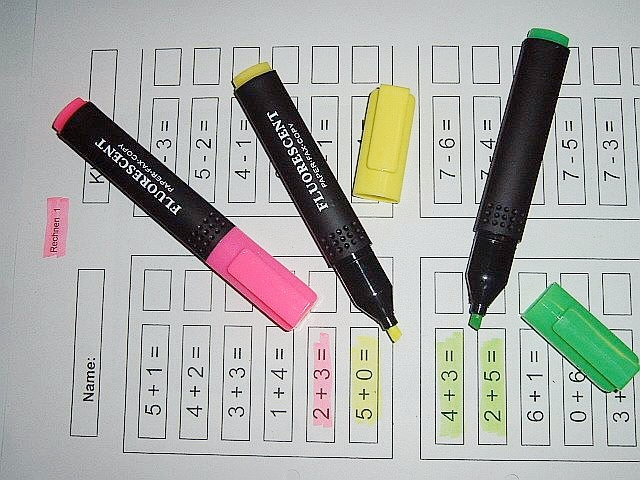

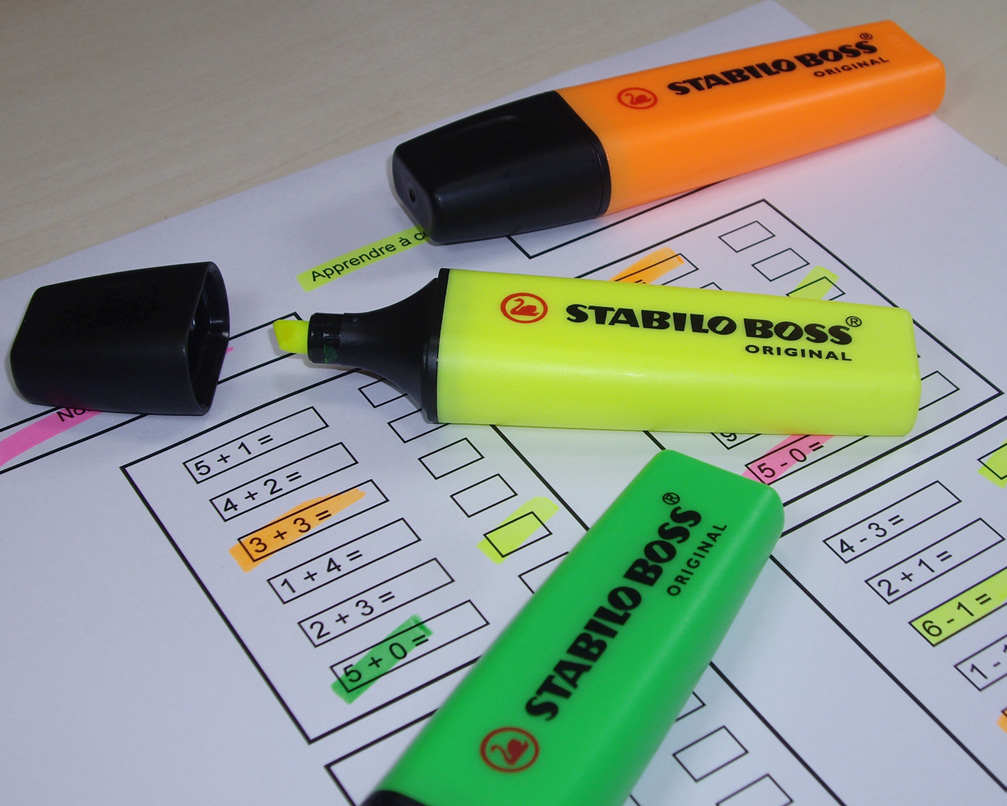

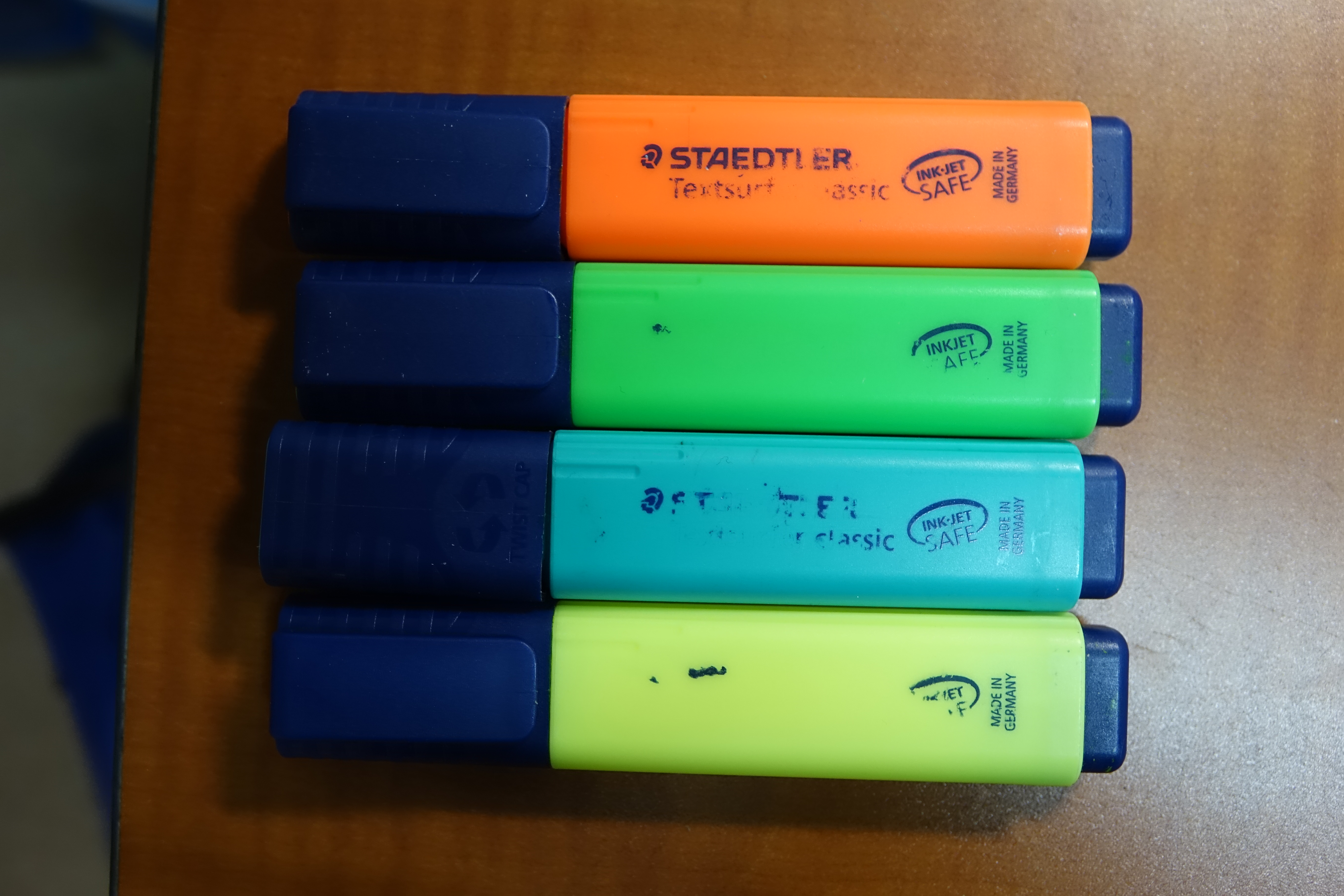

형광펜(영어: Highlighter, 일본어: 蛍光ペン, 중국어: 荧光笔)은 필기도구의 하나로, 강조하고 싶은 글 위에 덧칠해서 눈에 잘 띄게 한다.

## 제작 방법
노랑, 주황색 등과 같은 밝은 색의 투명한 잉크에 형광 물질 등을 섞어서 제작한다.

## 원리
유색투명한 잉크로 필기를 하고 형광펜을 사용하면, 형광펜의 형광물질이 반사광을 더욱 강하게 하여 흰 종이에서 글씨가 더욱 뚜렷하게 보이는 효과를 준다.(대비 효과를 준다.)

## 역사
1953년 뉴욕의 한 사업가가 펠트로 만든 마커를 상품화하여 마커는 보편적인 사무용품으로 받아들여졌다. 이후 1962년 일본의 사무용품 제작회사의 사장이 마커의 촉을 펠트가 아닌 섬유로 제작하게 되는데, 섬유 촉을 가진 마커가 대유행하는 과정에서 형광펜은 탄생하게 된다. 형광펜을 처음 개발한 사람은 미국의 Carter's Ink라는 회사의 프란시스 혼으로, 당시 HI-LITER라는 이름의 브랜드로 출시되었다. 이후 HI-LITER 형광펜은 대유행하게 된다.

## 종류[2]

### 잉크형 형광펜
장점은 다른 형광펜 종류에 비해 색이 굉장히 진하다는 것이다. 그러나, 잉크가 쉽게 번지거나 종이에 따라 뒤에 밴다는 단점이 있고, 잉크를 주재료로 사용하다보니 사용 후 뚜껑을 잘 닫아놓지 않으면 아예 못 쓰게 될 수도 있다.

### 색연필형 형광펜
장점은 종이의 종류에 거의 상관없이 대부분의 표면에 필기가 가능하다는 점, 또 잉크형 형광펜과 비교했을 때 번짐이 없다는 것, 그리고 뚜껑을 굳이 닫지 않아도 계속해서 사용할 수 있다는 점 등이 있다. 그러나 색연필과 같이 똥이 발생하여 사용할 때 번거로움이 있을 수도 있다.

## 같이 보기
- 필기구
- 마커펜
- STEADTLER

## 참고 문헌
- 캠브리지 인더스트리 공식 사이트 - Carter's ink

1. ↑  본명은 '호리에 유키오'이다.
2. ↑  여기에 적은 것 외에도 지우개로 지울 수 있는 형광펜과 형광 볼펜과 같은 것들도 있다.